# Les Amours des années folles
Les Amours des années folles est une série télévisée française, en 70 épisodes de 26 minutes, divisé en 13 histoires différentes, diffusée à partir du 15 septembre 1980 sur Antenne 2.

## Synopsis
Inspirée des romans de Pierre Benoit et Maurice Dekobra, cette série met en scène des histoires d'amour pendant l'entre-deux-guerres, période des Années folles.
La série se divise en 13 histoires :
- Les sœurs hortensias (1980) de Dominique Giuliani
- Prince ou pitre (1980) de Philippe Galardi
- La châtaigneraie (1980) de Marion Sarraut
- Les solitaires de Myols (1980) de Stéphane Bertin
- François et la liberté (1980) de Jean Pignol
- L'homme à l'hispano (1980) de Boramy Tioulong
- Alberte (1980) de Jean-Paul Roux
- Molinoff Indre et Loire (1981) de Dominique Giuliani
- Féerie bourgeoise (1981) d'Agnès Delarive
- Un mort tout neuf (1981) de Stéphane Bertin
- La femme qui travaille (1981) de Marion Sarraut
- Le trèfle à quatre feuilles (1981) de Gérard Thomas
- La messagère (1981) de François Gir
- Le danseur mondain (1982) de Gérard Espinasse

## Distribution
- Pierre Arditi
- Marthe Mercadier
- Micheline Presle
- Magali Renoir
- Pascale Roberts
- Gilles Segal
- Jean-François Poron
- Christine Laurent
- Sacha Pitoëff
- Manuel Bonnet